# Лу Юйфэй
Лу Юйфэй (кит. 芦玉菲, род. 28 марта 2000) — китайская гимнастка. Неоднократная победительница и призёр чемпионатов своей страны. Участница Олимпийских игр 2020 в Токио.

## Карьера

### 2019
В 2019 году выступала на чемпионате Азии, где в составе команды Китая завоевала золото в командном многоборье. В личном многоборье стала третьей. Кроме того, победила в упражнениях на разновысоких брусьях.

### 2021
На чемпионате Китая 2021 года победила в абсолютном первенстве и в вольных упражнениях, на бревне завоевала серебро.